# Zugriffszeit
Die Zugriffszeit ist neben der Datenübertragungsrate ein wichtiges Leistungsmaß von Speicherlaufwerken wie Festplatten oder optischen Laufwerken und anderen Speichermedien wie dem Arbeitsspeicher. Sie beschreibt, wie schnell das entsprechende Speichermedium nach dem Eintreffen eines Schreib- oder Lesebefehls den entsprechenden Vorgang ausführen bzw. die entsprechenden Daten bereitstellen kann.

## Flüchtige Speicher

### Prozessorregister
Die schnellste Zugriffszeit besitzen die Prozessorregister eines Computers, da diese in der Regel mit der Taktfrequenz des Prozessors betrieben werden. Es gibt nur eine sehr begrenzte Anzahl dieser Register, ihre Zugriffszeit liegt bei modernen Prozessoren deutlich unter einer Nanosekunde.

### Prozessor-Cache
Die nächstschnellste Zugriffszeit besitzt der Prozessor-Cache eines Computers. Dieser ist in der Regel als SRAM ausgeführt und kann sich sowohl innerhalb des Prozessors als auch auf der Hauptplatine (dann aber in unmittelbarer Nähe zum Prozessor) befinden. Seine Zugriffszeit liegt im Bereich weniger Nanosekunden.

### Arbeitsspeicher
Der Arbeitsspeicher (RAM – Random-Access-Memory) eines Computers ist im Allgemeinen erheblich größer als der Prozessor-Cache und wird daher aus kostengünstig zu produzierendem DRAM hergestellt. Die Zugriffszeit auf den Arbeitsspeicher ist höher (etwa 60–70 Nanosekunden) als die Zugriffszeit auf den Prozessor-Cache. Im Arbeitsspeicher können sogenannte RAM-Disks eingerichtet werden, die wie eine Festplatte angesprochen werden, aber die Zugriffszeit (und die Vergänglichkeit) des Hauptspeichers aufweisen.

## Nicht-Flüchtige Speicher

### Flash-Speicher
Bei Flash-Speicher, wie er z. B. Verwendung in Speicherkarten, USB-Sticks und in zunehmendem Maße auch in Solid State Drive findet, entfällt die Notwendigkeit einer mechanischen Bewegung eines Schreib-/Lesekopfes. Solche Speicher weisen daher erheblich kürzere Zugriffszeiten auf (Größenordnung etwa 250 µs) als Festplatten oder optische Laufwerke, allerdings bei höheren Anschaffungskosten.

### Festplatten und optische Laufwerke
Bei rotierenden Medien wie Festplatten oder optischen Medien wie CDs/DVDs setzt sich die Zugriffszeit zusammen aus der Zeit, die zur Positionierung des Schreib-Lese-Kopfs über der Spur benötigt wird (auch als seek time bezeichnet) und der Latenzzeit, die vergeht, bis der richtige Sektor auf dem Medium unter dem Kopf erscheint (latency). Bei einer zumeist angenommenen zufälligen Verteilung der Zugriffe ist nur die Angabe einer mittleren Zugriffszeit sinnvoll, bei der die Parameter (vorherige Kopfposition und Sektorposition) gleich verteilt sind.
Moderne Festplattenlaufwerke erreichen, je nach Umdrehungszahl, mittlere Zugriffszeiten von etwa 9 ms (typisch für 7.200 Umdrehungen). SATA-Laufwerke verfügen über Mechanismen, die eine Umordnung der am Laufwerk eintreffenden Zugriffsbefehle zur Verkürzung der Zugriffszeit erlauben (Native command queueing).
Die Zugriffszeit von optischen Laufwerken ist langsamer, als die von Festplatten.
Diskettenlaufwerke sind unter anderem aufgrund der langsamen und vergleichsweise umständlichen Mechanik nochmals deutlich langsamer.

### Bandlaufwerke
Bandlaufwerke besitzen im Allgemeinen eine sehr lange Zugriffszeit (mehrere Sekunden oder länger), bedingt durch das notwendige Vor- oder Zurückspulen des Bandes. Bandlaufwerke werden daher vor allem für Archivierungszwecke verwendet.